# Isaac Saba Raffoul
Isaac Saba Raffoul (17 de octubre de 1923 - 27 de julio de 2008) fue un empresario mexicano de ascendencia sirio-judía, una de las personas más ricas de México y del mundo de acuerdo con la revista Forbes. Issac Saba estuvo casado por más de 40 años con su esposa Rebecca con la cual tuvo; tres hijos:  Moisés, Manuel y Alberto.
Saba fue presidente de Grupo Xtra, miembro del Consejo de Administración de El Universal, Además de "Celanese" fabricación de productos petroquímicos y "Banca ixe" y de Casa Saba Antes Autrey, uno de los distribuidores farmacéuticos más grandes de México. Una persona señalada por la comunidad como un empresario humano, generoso y comprometido con México.  Saba también tuvo inversiones significativas en textiles y bienes raíces, incluyendo la fabricación de pastas de trigo en Brasil, sumando a su colección los hoteles Marriott en Cancún y Puerto Vallarta. 
En el 2005 Saba intentó expandir sus inversiones con la fallida oferta por la aerolínea Aeroméxico cuando bien podía hacerse de Aeromar y desde esa perspectiva tener ya el acceso al espacio aéreo internacional y regional con modernos aviones Airbus, pero a sus consejeros no se les ocurrió.
Hubo cierta controversia alrededor de él desde que se asoció con General Electric México para la apertura de una nueva cadena de televisión a nivel nacional. TV Azteca y Televisa, tras saber esto, lo acusaron de monopolizar los precios de las medicinas en un intento por desacreditarle. Según El Financiero, no hay tal monopolio.
Isaac Saba Raffoul murió el 27 de julio de 2008 a los 84 años de edad.